# Upington
Upington é uma cidade sul-africana fundada em 1884, localizada na província do Cabo Setentrional.